# José Luis Rosete
José Luis Rosete ist ein ehemaliger mexikanischer Fußballspieler auf der Position eines Verteidigers, der 1968 vom Club América verpflichtet worden war und in der Saison 1970/71 mit den Americanistas die mexikanische Fußballmeisterschaft gewann.
Anschließend spiele Rosete für Atlético Español. Außerdem spielte er auf Amateurbasis für zwei Mannschaften namens Deportivo Llanes und FC Barcelona in der Liga Española de Fútbol de México.

## Erfolge
- Mexikanischer Meister: 1970/71